# Spellacavi

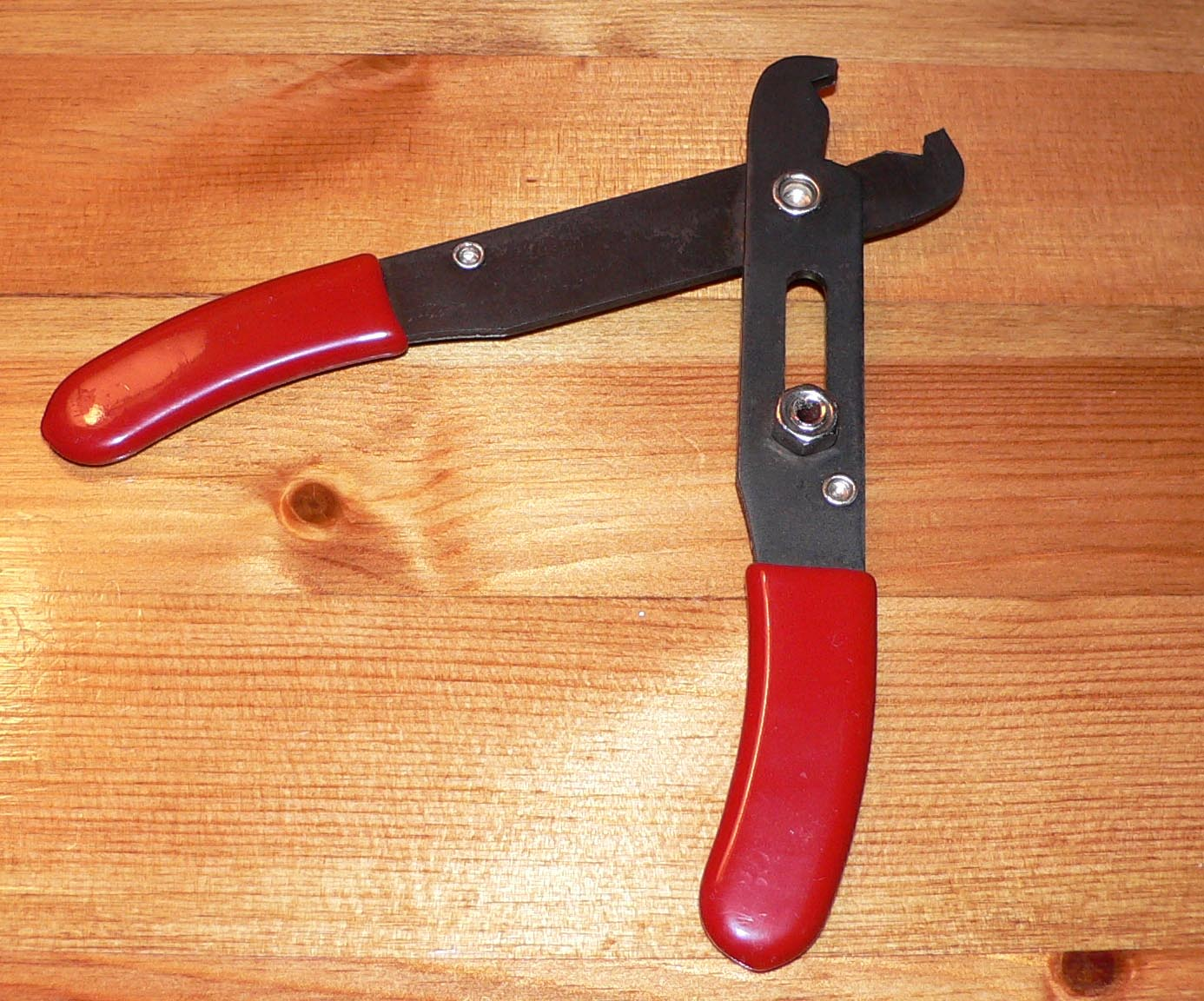
Pinza spellacavi manuale

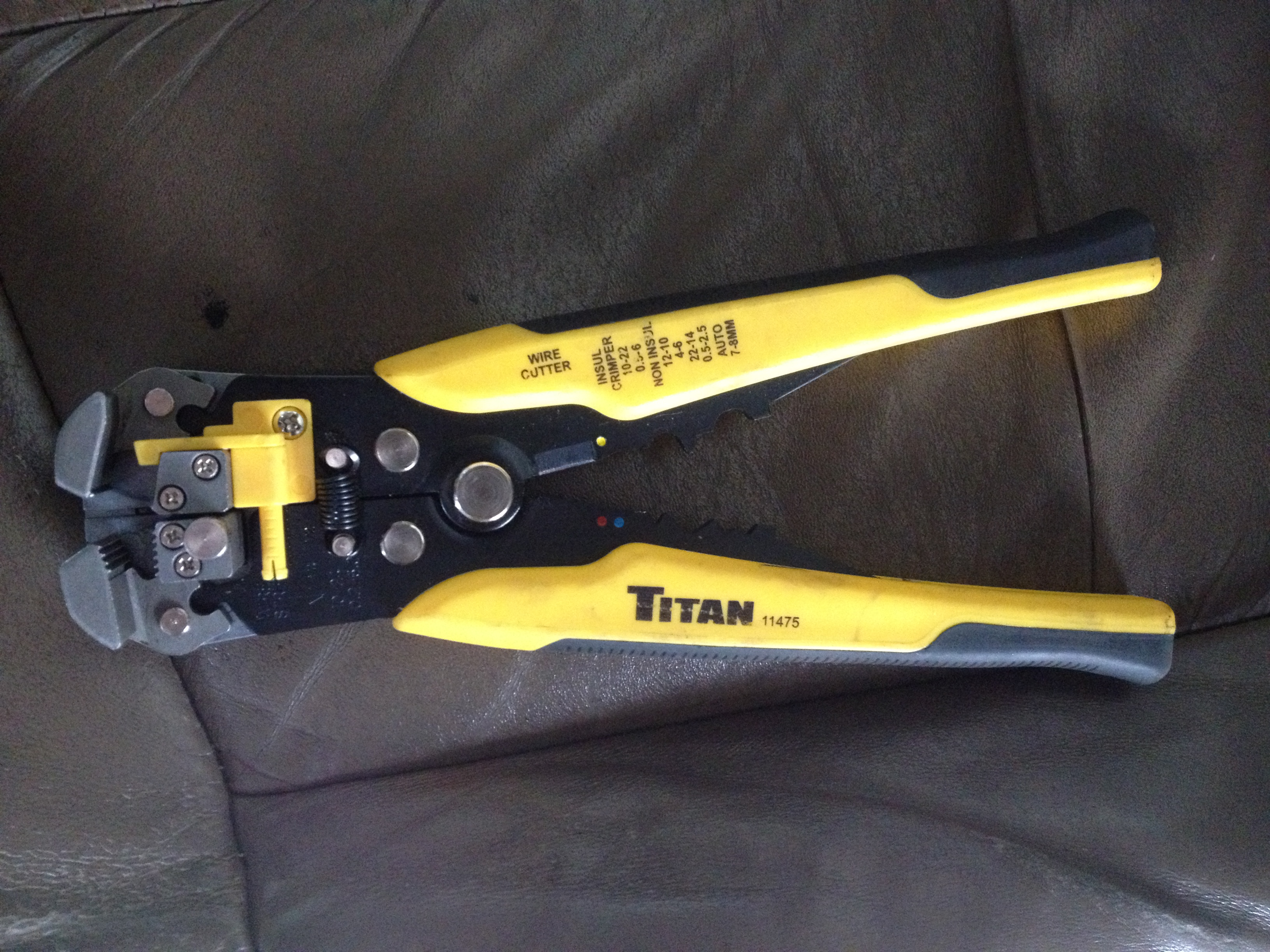
Pinza spellacavi automatica

Uno spellacavi o spellafili è un tipo di pinza utensile utilizzato per la spellatura dei cavi elettrici che consiste nella eliminazione dell'isolante dai terminali di un cavo. 

## Descrizione
Viene utilizzata per scoprire il metallo conduttore ed è possibile effettuare collegamenti. Il più semplice di questi utensili consta di due lame opponenti con incise diverse sedi per spellare cavi di diverse dimensioni. Si chiude il cavo tra le due lame in corrispondenza dell'intaglio di dimensione corretta e si fa ruotare l'utensile applicando pressione. Lo strato isolante viene inciso senza tagliare il cavo. A questo punto si toglie la parte terminale di isolante ruotandola come se si dovesse svitare. 
Esistono anche attrezzi più complessi che effettuano l'operazione in modo automatico.

## Terminologia
Spesso, correttamente, come sinonimo viene usato il termine spellafili.
Vengono inoltre usati con pari frequenza i termini "spelacavi" e "spelafili" che sono però scorretti in quanto derivanti da "spelare", cioè togliere i peli, anziché dal corretto "spellare" (togliere la pelle).